# Distretto di Nad Ali
Il distretto di Nad Ali è un distretto dell'Afghanistan situato nell'area occidentale della provincia dell'Helmand. La popolazione è per l'80% Pashtun, 10% Hazara, 5% Tagiki, 5% Baluchi; nel 2005 la popolazione contava 100.500 unità. La parte occidentale del distretto è desertica e la maggior parte della popolazione è concentrata nel settore orientale, presso Lashkar Gah. Il capoluogo del distretto è il bazar di Nad Ali.